# Moesano Calcio 1929
Il Moesano Calcio 1929, meglio noto come Moesano Calcio, è una società calcistica svizzera con sede a Roveredo. Trattasi di un'associazione calcistica di stampo amatoriale. La sua fondazione risale al 14 marzo 1929, quando la Società Federale Ginnastica di Roveredo subì una scissione da parte della propria sezione calcistica che si costituì come società con il nome di Sport Club Rorè. La società mantenne tale nome fino al 2023, momento in cui l'assemblea dei soci accettò la modifica della ragione sociale a seguito dell'incorporazione dell'Associazione Sportiva Moesa. Il settore giovanile è assunto come partenariato dal Raggruppamento Allievi Calcio Moesano noto con l'appellattivo Grandinani, anch'esso con sede a Roveredo. Il Moesano Calcio 1929 è l'unica società calcistica attiva sul territorio della Regione Moesa. Figura inoltre essere tra le più antiche società calcistiche non professionistiche della Svizzera italiana.